# 竹林派
竹林派，是缅甸佛教的一个派别。根据1990年《僧伽组织法》，它是该国九个受法律认可的僧团之一。
该教派由竹林西亚多U Puntawuntha创立于1919年。